# Берг, Пер
Пер Берг (дат. Per Berg, род. 6 сентября 1961) — датский кёрлингист.
Играл в основном на позиции третьего. В составе мужской сборной Дании участник и призёр чемпионатов мира и Европы. Семикратный чемпион Дании среди мужчин, трёхкратный чемпион Дании среди смешанных команд.

## Достижения
- Чемпионат мира по кёрлингу среди мужчин: бронза (1990).
- Чемпионат Европы по кёрлингу: серебро (1993), бронза (1981).
- Чемпионат Дании по кёрлингу среди мужчин: золото (1979, 1982, 1986, 1989, 1990, 1992, 2011)[2].
- Чемпионат Дании по кёрлингу среди смешанных команд: золото (1980, 1984, 1985)[3].

## Команды
| Сезон                                          | Четвёртый     | Третий           | Второй           | Первый           | Запасной                           | Турниры                                          |
| ---------------------------------------------- | ------------- | ---------------- | ---------------- | ---------------- | ---------------------------------- | ------------------------------------------------ |
| 1978—79                                        | Пер Берг      | Герт Ларсен      | Ян Хансен        | Микаэль Харри    |                                    | ЧДМ 1979                                         |
| 1979—80                                        | Пер Берг      | Герт Ларсен      | Ян Хансен        | Микаэль Харри    |                                    | ЧЕ 1979 (6 место)                                |
| 1980—81                                        | Пер Берг      | Герт Ларсен      | Ян Хансен        | Микаэль Харри    |                                    | ЧЕ 1980 (6 место)                                |
| 1981—82                                        | Пер Берг      | Герт Ларсен      | Ян Хансен        | Микаэль Харри    | тренер: Антонни Хинге (ЧМ)         | ЧЕ 1981 · ЧДМ 1982 · ЧМ 1982 (8 место)           |
| 1985—86                                        | Томми Стьерне | Пер Берг         | Петер Андерсен   | Иван Фредериксен | Микаэль Харри (ЧМ)                 | ЧЕ 1985 (4 место) · ЧДМ 1986 · ЧМ 1986 (8 место) |
| 1986—87                                        | Томми Стьерне | Пер Берг         | Петер Андерсен   | Иван Фредериксен |                                    | ЧЕ 1986 (7 место)                                |
| 1988—89                                        | Томми Стьерне | Пер Берг         | Петер Андерсен   | Андерс Сёдерблом | Иван Фредериксен                   | ЧДМ 1989 · ЧМ 1989 (6 место)                     |
| 1989—90                                        | Томми Стьерне | Пер Берг         | Петер Андерсен   | Андерс Сёдерблом | Иван Фредериксен                   | ЧДМ 1990 · ЧМ 1990                               |
| 1990—91                                        | Томми Стьерне | Пер Берг         | Иван Фредериксен | Андерс Сёдерблом | Петер Андерсен                     | ЧЕ 1990 (9 место)                                |
| 1991—92                                        | Томми Стьерне | Пер Берг         | Петер Андерсен   | Андерс Сёдерблом | Иван Фредериксен                   | ЧДМ 1992                                         |
| 1992—93                                        | Томми Стьерне | Пер Берг         | Петер Андерсен   | Иван Фредериксен | Андерс Сёдерблом                   | ЧЕ 1992 (8 место)                                |
| 1993                                           | Томми Стьерне | Пер Берг         | Петер Андерсен   | Иван Фредериксен | Андерс Сёдерблом                   | ЧЕ 1993                                          |
| 1995                                           | Томми Стьерне | Пер Берг         | Петер Андерсен   | Иван Фредериксен | Андерс Сёдерблом                   | ЧЕ 1995 (9 место)                                |
| 2010—11                                        | Томми Стьерне | Андерс Сёдерблом | Петер Андерсен   | Иван Фредериксен | Пер Берг                           | ЧДМ 2011                                         |
| 2011                                           | Томми Стьерне | Пер Берг         | Петер Андерсен   | Андерс Сёдерблом | Ян Небелонг тренер: Расмус Стьерне | ЧМ 2011 (12 место)                               |
| 2011—12                                        | Томми Стьерне | Пер Берг         | Петер Андерсен   | Андерс Сёдерблом | Ян Небелонг                        |                                                  |
| 2012—13                                        | Томми Стьерне | Андерс Сёдерблом | Пер Берг         | Иван Фредериксен | Петер Андерсен                     | ЧДМ 2013 (6 место)                               |
| 2013—14                                        | Томми Стьерне | Пер Берг         | Петер Андерсен   | Андерс Сёдерблом | Иван Фредериксен                   | ЧДМ 2014 (6 место)                               |
| Кёрлинг среди смешанных команд (mixed curling) |               |                  |                  |                  |                                    |                                                  |
| 1980                                           | Пер Берг      | Хелена Блак      | Ян Хансен        | Hanne Rasmussen  |                                    | ЧДСК 1980                                        |
| 1984                                           | Пер Берг      | Хелена Блак      | Ян Хансен        | Малене Краусе    |                                    | ЧДСК 1984                                        |
| 1985                                           | Пер Берг      | Хелена Блак      | Ханс Гуфлер      | Малене Краусе    |                                    | ЧДСК 1985                                        |

(скипы выделены полужирным шрифтом)